# Episodi di Lucy ed io (terza stagione)
La terza stagione della serie televisiva Lucy ed io è stata trasmessa in anteprima negli Stati Uniti d'America dalla CBS tra il 5 ottobre 1953 e il 24 maggio 1954.
| nº | Titolo originale                    | Titolo italiano | Prima TV USA     | Prima TV Italia |
| -- | ----------------------------------- | --------------- | ---------------- | --------------- |
| 1  | Ricky's Life Story                  |                 | 5 ottobre 1953   |                 |
| 2  | The Girls Go Into Business          |                 | 12 ottobre 1953  |                 |
| 3  | Lucy and Ethel Buy the Same Dress   |                 | 19 ottobre 1953  |                 |
| 4  | Equal Rights                        |                 | 26 ottobre 1953  |                 |
| 5  | Baby Pictures                       |                 | 2 novembre 1953  |                 |
| 6  | Lucy Tells the Truth                |                 | 9 novembre 1953  |                 |
| 7  | The French Revue                    |                 | 16 novembre 1953 |                 |
| 8  | Redecorating the Mertzes' Apartment |                 | 23 novembre 1953 |                 |
| 9  | Too Many Crooks                     | Troppi ladri    | 30 novembre 1953 | 26 marzo 1960   |
| 10 | Changing the Boys' Wardrobe         |                 | 7 dicembre 1953  |                 |
| 11 | Lucy Has Her Eyes Examined          |                 | 14 dicembre 1953 |                 |
| 12 | Ricky's Old Girlfriend              |                 | 21 dicembre 1953 |                 |
| 13 | The Million Dollar Idea             |                 | 11 gennaio 1954  |                 |
| 14 | Ricky Minds the Baby                |                 | 18 gennaio 1954  |                 |
| 15 | The Charm School                    |                 | 25 gennaio 1954  |                 |
| 16 | Sentimental Anniversary             |                 | 1º febbraio 1954 |                 |
| 17 | Fan Magazine Interview              |                 | 8 febbraio 1954  |                 |
| 18 | Oil Wells                           |                 | 15 febbraio 1954 |                 |
| 19 | Ricky Loses His Temper              |                 | 22 febbraio 1954 |                 |
| 20 | Home Movies                         |                 | 1º marzo 1954    |                 |
| 21 | Bonus Bucks                         |                 | 8 marzo 1954     |                 |
| 22 | Ricky's Hawaiian Vacation           |                 | 22 marzo 1954    |                 |
| 23 | Lucy Is Envious                     |                 | 29 marzo 1954    |                 |
| 24 | Lucy Writes a Novel                 |                 | 5 aprile 1954    |                 |
| 25 | Lucy's Club Dance                   |                 | 12 aprile 1954   |                 |
| 26 | The Black Wig                       |                 | 19 aprile 1954   |                 |
| 27 | The Diner                           |                 | 26 aprile 1954   |                 |
| 28 | Tennessee Ernie Visits              |                 | 3 maggio 1954    |                 |
| 29 | Tennessee Ernie Hangs On            |                 | 10 maggio 1954   |                 |
| 30 | The Golf Game                       |                 | 17 maggio 1954   |                 |
| 31 | The Sublease                        |                 | 24 maggio 1954   |                 |